# Микеланджело дель Кампидольо
Микеланджело дель Кампидольо, настоящее имя Микеле Паче (итал. Michelangelo del Campidoglio, Michele Pace; 1625, Виторкьяно — 19 октября 1669, Рим) — итальянский живописец, мастер натюрморта из цветов и плодов.

## Биография
Микеле Паче (итал. Pace — мир, покой) — родился в Риме или Виторкьяно (Лацио) в 1625 году. Его звали «Ди Кампидольо» из-за должности, которую он занимал в муниципалитете Кампидольо во Дворце консерваторов на Капитолийской площади в Риме. Микеле писал небольшие камерные натюрморты с цветами и фруктами на фоне типично итальянского пейзажа Римской Кампаньи.
Микеле Паче был учеником Бенедетто Фиораванти, а также находился под влиянием Микеланджело Черквоцци. Он был выдающимся художником в своём жанре, но о его жизни известно относительно мало.
Свой первый документально подтвержденный заказ он получил в 1654 году от Маркантонио Колонны. Позднее в коллекции семьи Колонны появилось ещё семь картин его работы.
С 1658 года Микеле Паче находился на службе у кардинала Флавио Киджи, для которого писал картины с охотничьими и бытовыми сценками, изображения собак и многое другое. 24 апреля 1665 года он был принят в Академию Святого Луки. Его произведения пользовались особым спросом в Англии XVIII века. Поэтому относительно большое количество его картин можно найти в английских коллекциях, в частности, в картинной галерее Джона Черчилля, 1-го герцога Мальборо в Бленхейме.

## Творчество
Микеланджело дель Кампидольо — один из самых оригинальных мастеров натюрморта итальянского сейченто (семнадцатого века) в Риме. Он также оказал влияние на других художников, особенно на Абрахама Брейгеля, из-за чего не раз возникали проблемы с атрибуцией картин. Настоящая слава Кампидольо основана на его натюрмортах с фруктами и цветами. Aббат Луиджи Ланци охарактеризовал картины Кампидольо как «превосходные», а самого художника в «Истории живописи в Италии» (1809) назвал «Рафаэлем этого типа живописи» (eccelente nei frutti e quasi Raffaele di tali pitture).
Однако Кампидольо никогда не подписывал и не датировал свои работы, что затрудняет полную реконструкцию его творчества и надёжную атрибуцию картин.
Два натюрморта Микеланджело дель Кампидольо хранятся в Санкт-Петербургском Эрмитаже: «Натюрморт с дынями» и «Натюрморт с виноградом». Картины были приобретены императрицей Екатериной II через русского посланника в Лондоне графа А. С. Мусина-Пушкина в 1779 году вместе с другими из знаменитого собрания графа Роберта Уолпола в замке Хоутон-Холл в Англии.
Сын Микеле, Джованни Батиста Паче (1650—1699), стал живописцем исторического жанра; вполне возможно, что Микеле иногда писал пейзажный фон на картинах Джованни Баттисты. Его младший сын Пьетро Паче, также живописец, вероятно, сделал несколько копий пейзажей Доменикино и Пуссена для кардинала Барберини в 1671—1672 годах. Дочь стала монахиней.

## Галерея

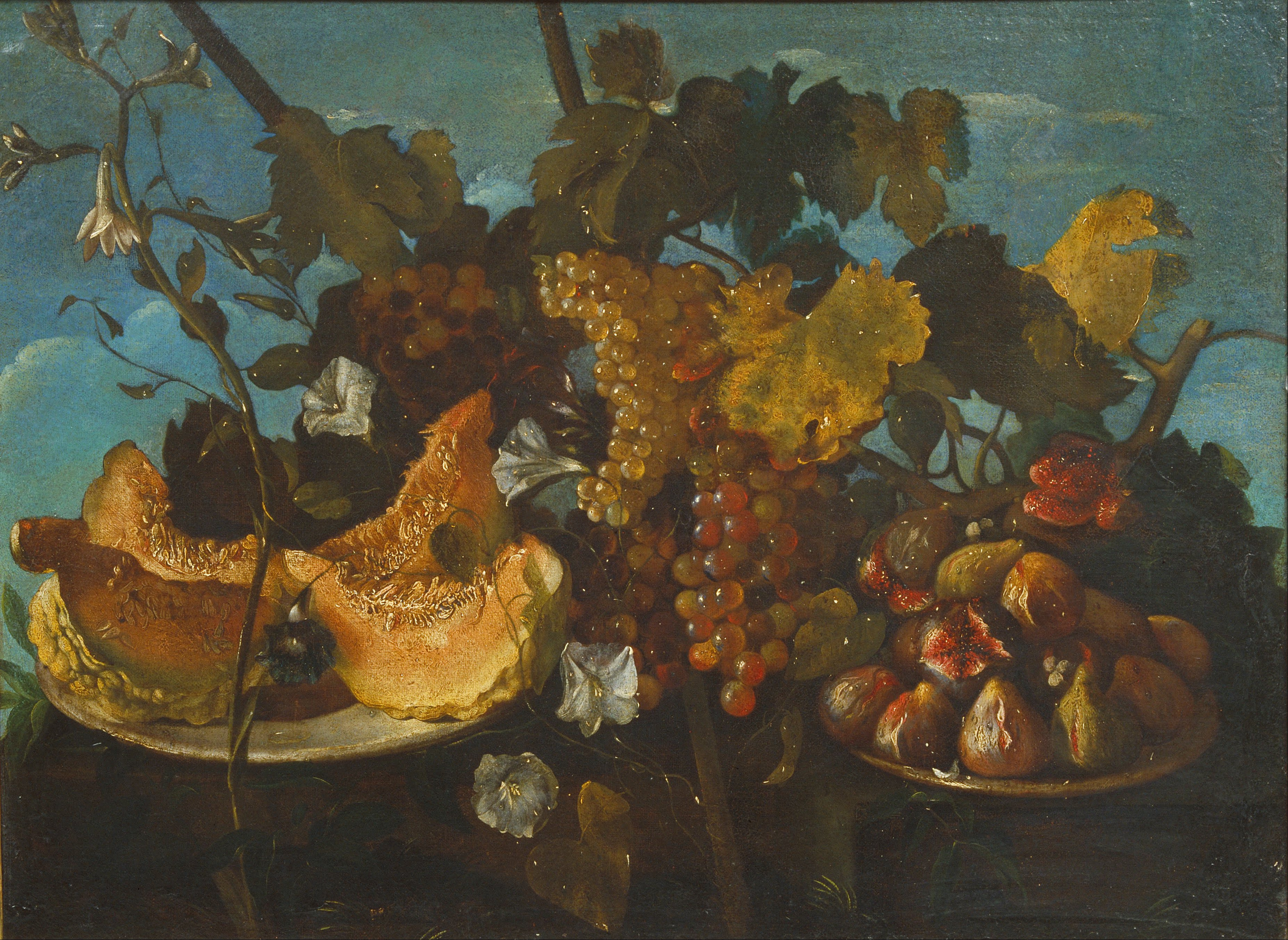
Натюрморт с виноградом, инжиром и дыней. Холст, масло. Национальный музей искусства Каталонии, Барселона
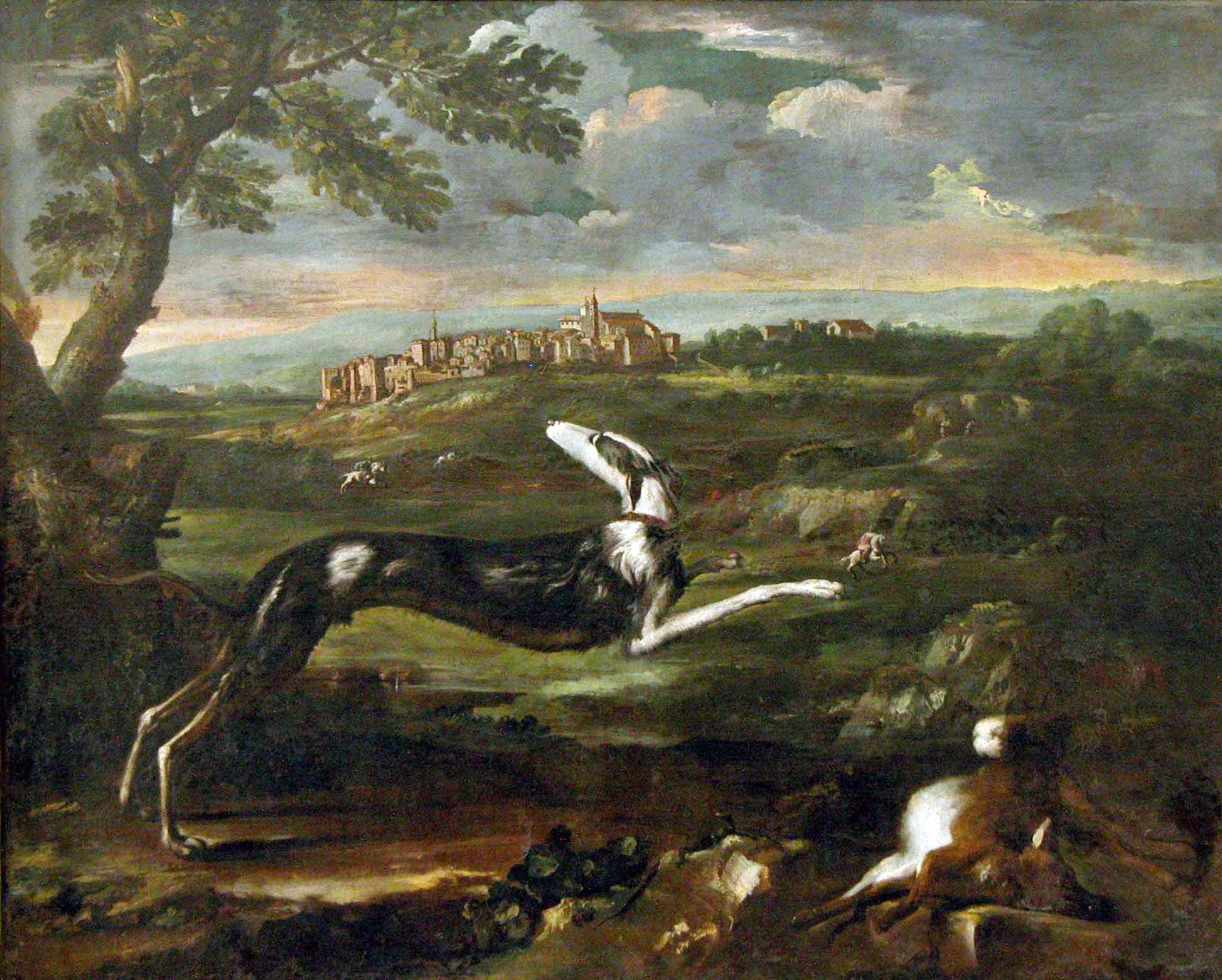
Пейзаж с борзой. Между 1658 и 1660. Холст, масло. Палаццо Киджи. Арричья
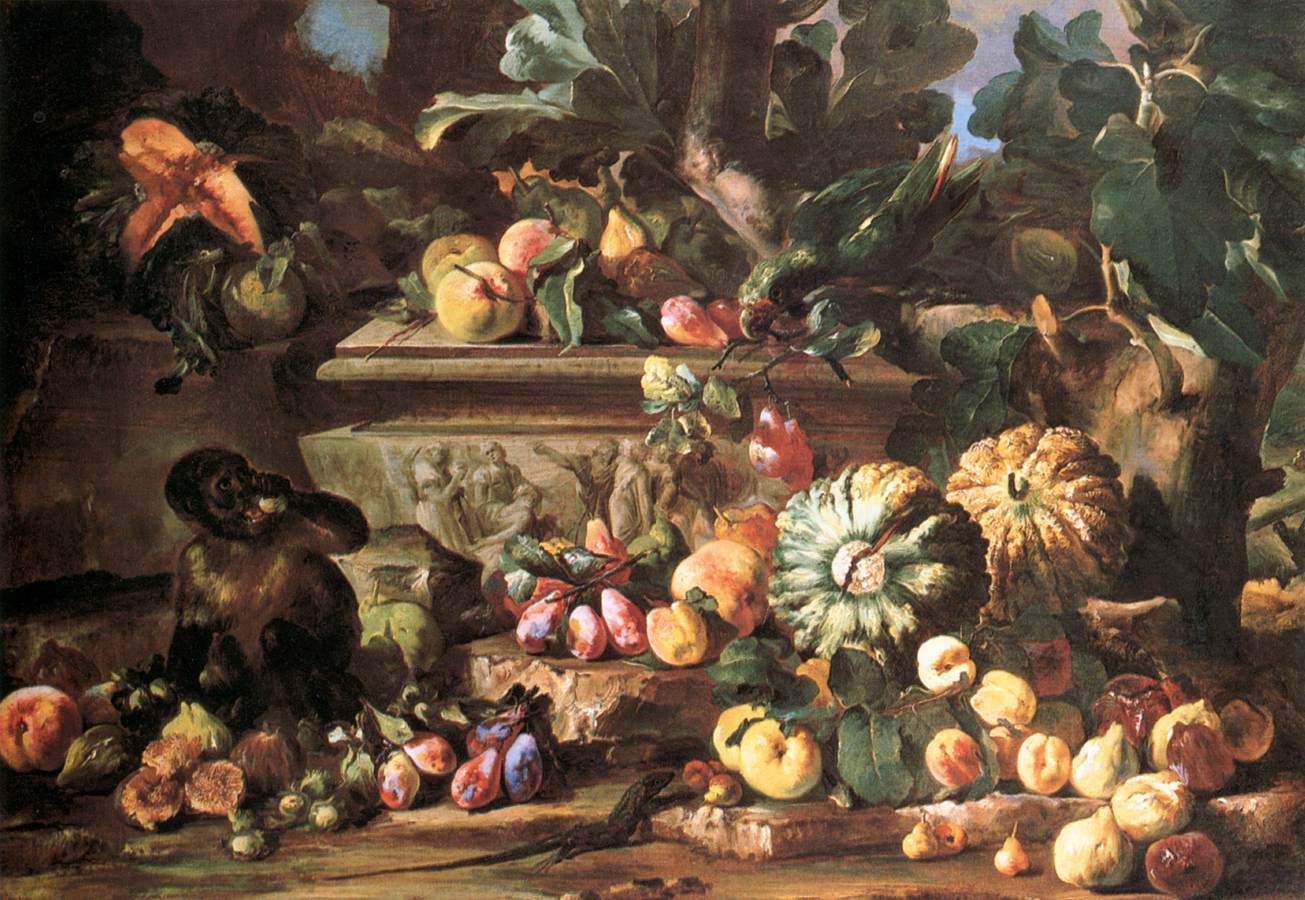
Натюрморт с обезьянкой. Холст, масло. Частное собрание
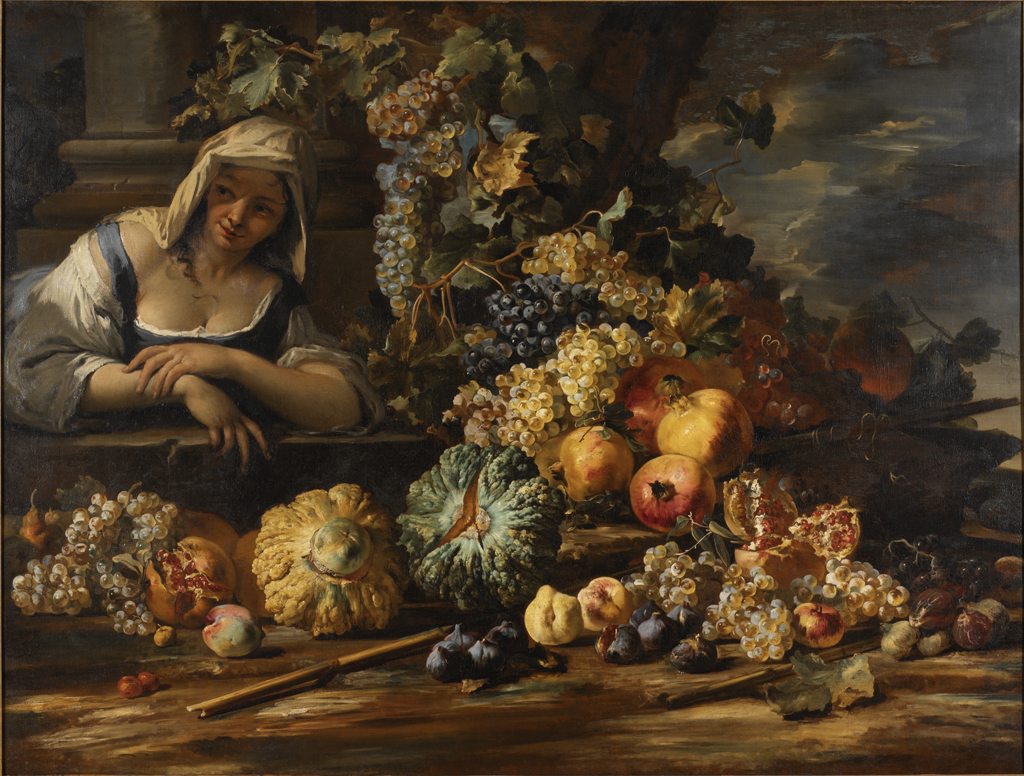
Натюрморт с хозяйкой. Ок. 1660. Холст, масло. Музей Род-Айлендской школы дизайна, Провиденс, США
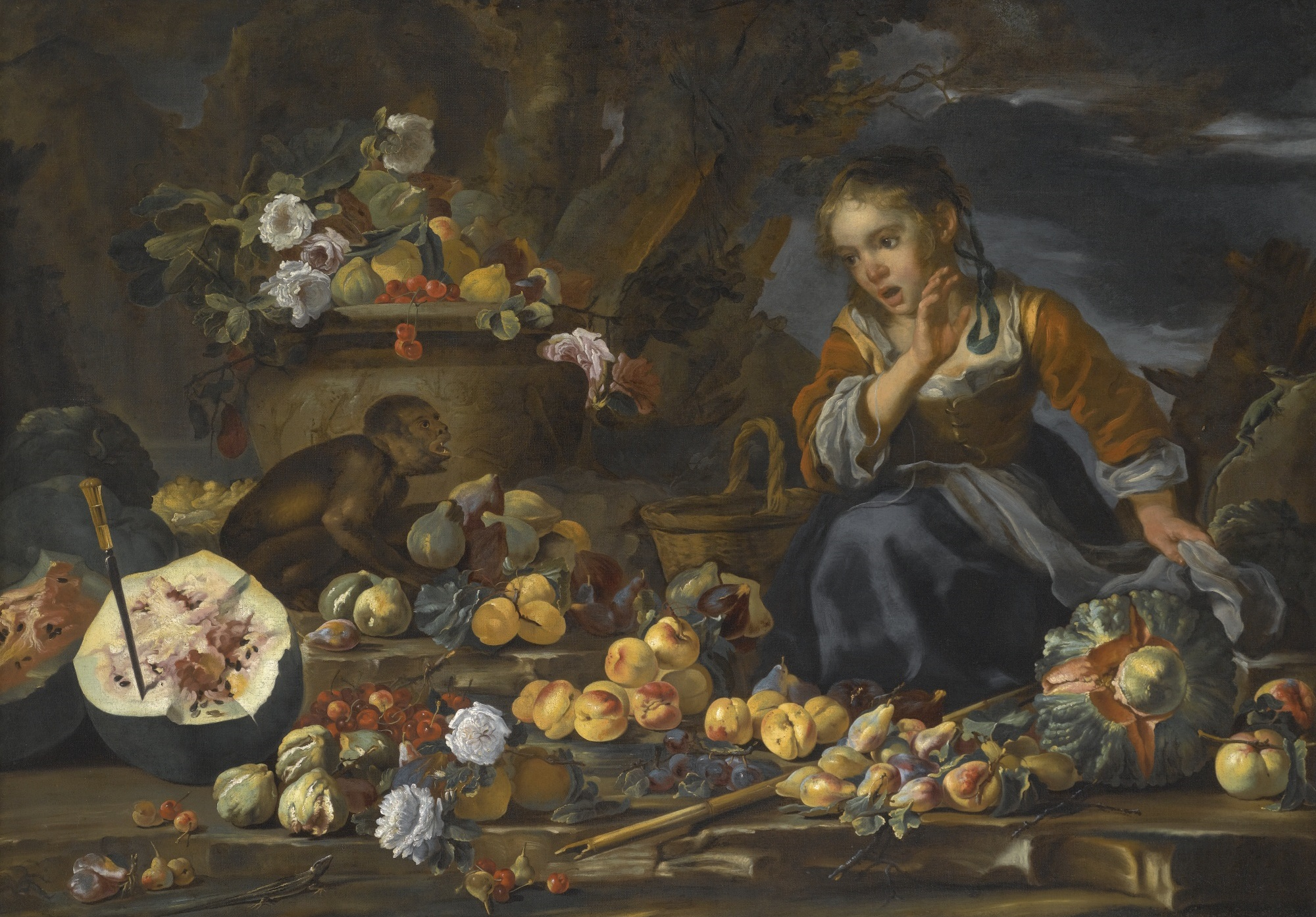
М. Паче и Б. Монсу. Натюрморт с девушкой и обезьянкой. Холст, масло. Частное собрание
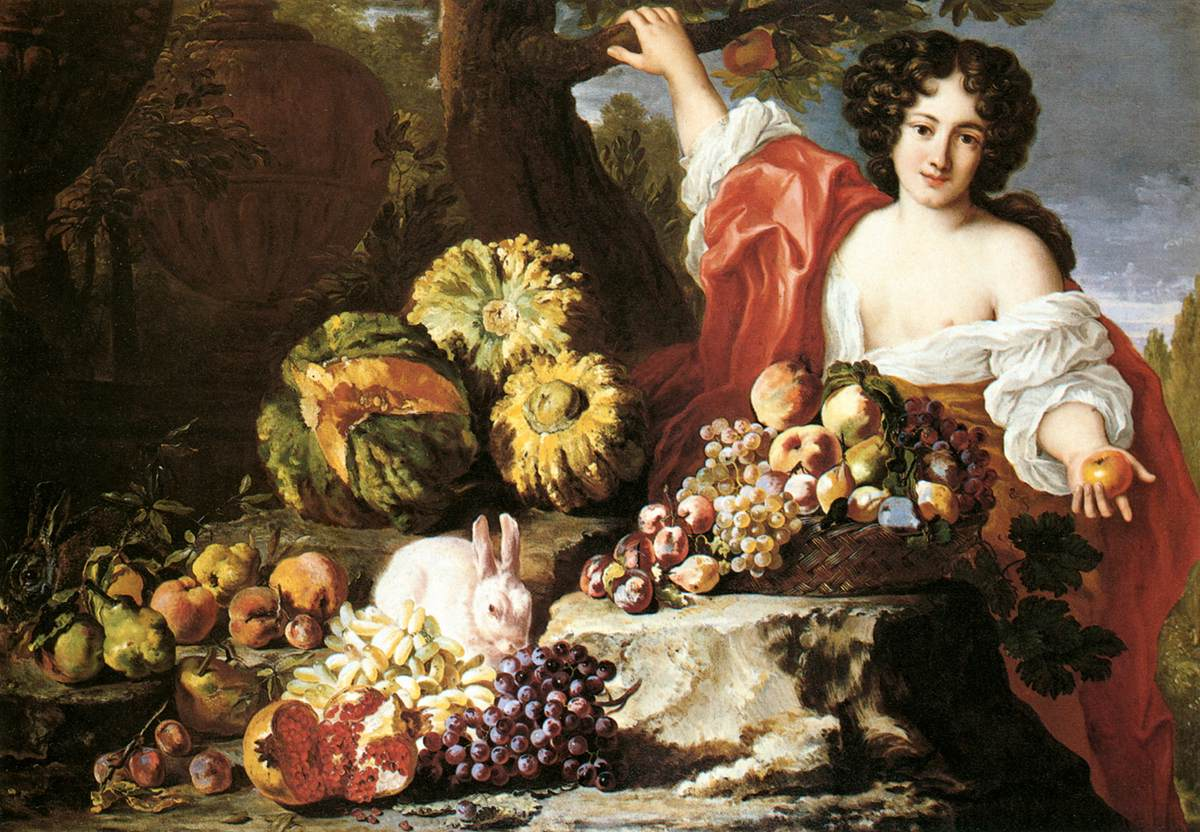
Натюрморт с женской фигурой. Холст, масло. Частное собрание